# Hernán Cortés
Hernán Cortés de Monroy i Pizarro Altamirano (Medellín, Badajoz, 1485 – Castilleja de la Cuesta, Sevilla, 2 de desembre de 1547), primer Marquès de la Vall d'Oaxaca, fou un conquistador castellà que va encapçalar l'expedició que va causar la caiguda de l'Imperi asteca i de gran part del continent de Mèxic en favor de la Corona de Castella, a començament del segle xvi. Cortés va ser part de la generació de colonitzadors hispans que va iniciar la primera fase de la colonització castellana de les Amèriques.
Nascut a Medellín (Extremadura), en una família noble aragonesa, Cortés va optar per dedicar la seva vida al Nou Món. Va ser a l'Hispaniola i més tard a Cuba, on va rebre una encomienda i, per un curt temps, es va convertir en alcalde (jutge) de la segona ciutat espanyola fundada l'illa. El 1519, va ser elegit capità de la tercera expedició al continent, una expedició en part finançada. La seva enemistat amb el governador de Cuba, Diego Velázquez de Cuéllar, es va traduir en la retirada de l'expedició a l'últim moment, una ordre que Cortés va ignorar. Arribat al continent, Cortés va executar una estratègia reeixida d'aliar-se amb alguns dels pobles indígenes contra els altres. També va utilitzar com a intèrpret una dona nativa, Malintzin coneguda com “La Malinche”, que més tard tindria un fill amb Cortés. Quan el governador de Cuba va enviar emissaris per detenir-lo, Cortés va lluitar i els va vèncer mitjançant el reforç de tropes addicionals. Cortés va escriure cartes directament al rei demanant-li que se’l reconeguessin els seus èxits en lloc de castigar-lo per motí. Després d'enderrocar l'imperi asteca, Cortés va ser guardonat amb el títol de Marquès de la Vall d'Oaxaca, mentre que el més prestigiós títol de virrei va ser donat a un noble d'alt rang, Antonio de Mendoza. Cortés va tornar a Espanya el 1541 on va morir en pau, però amargat.
Degut a la polèmica que l'envolta i l'escassetat de fonts fidedignes d'informació sobre ell, és difícil afirmar res definitiu sobre la seva personalitat i motivacions. La celebritat inicial dels conquistadors no va permetre un examen profund de la figura de Cortés. Posteriorment, la reconsideració de la figura dels conquistadors en el context d'una perspectiva anti-colonial moderna i subratllant en gran manera la preocupació pels drets humans, ha portat a una visió de llegenda negra que tampoc no ha permès la comprensió objectiva de Cortés com a individu. Com a resultat d'aquestes tendències històriques, les descripcions de Cortés tendeixen a ser simplistes, ja sigui condemnatòries o idealitzades.

Escut de Cortés com a marquès de la Vall d'Oaxaca

## Nom
Si bé ara és sovint anomenat Hernán o Hernando Cortez, en el seu moment s'anomenava a si mateix Hernando o Fernando Cortés. Els noms d'Hernán, Hernando i Fernando són igualment correctes. Els dos últims són els més comunament utilitzats durant la seva vida, però l'antiga forma abreujada s'ha convertit en comú en els idiomes espanyol i anglès en els temps moderns, i és el nom pel qual moltes persones el coneixen avui en dia.

## Biografia
Cortés va néixer a Medellín, al Regne de Castella el 1485. El seu pare, Martín Cortés de Monroy, va néixer el 1449 fill de Rodrigo o Ruy Fernández de Monroy i Maria Cortés, va ser un capità d'infanteria de distingit llinatge però pocs mitjans. La mare d'Hernán era Catalina Pizarro Altamirano. Per via materna, Hernán era el cosí segon de Francisco Pizarro, qui més tard va conquerir l'Imperi Inca a l'actual Perú (no confondre amb un altre Francisco Pizarro que es va unir a Cortés en la conquesta dels asteques).
A través del seu pare, Hernán era un parent llunyà de Nicolás de Ovando y Cáceres, el tercer governador de l'Hispaniola. El seu avi patern era un fill de Rodrigo de Monroy y Almaraz, V Senyor de Monroy, i la seva esposa Mencía de Orellana y Carvajal.
Hernán Cortés és descrit com un nen pàl·lid i malaltís pel seu biògraf, capellà, i amic Francisco López de Gómara. A l'edat de 14 anys Cortés va ser enviat a estudiar a la Universitat de Salamanca. En aquell moment era el gran centre de formació d'Espanya, i si bé la naturalesa dels estudis de Cortés no estan documentats, els seus últims escrits suggereixen que va estudiar dret i probablement llatí.
Després de dos anys, Cortés, cansat de l'escola, va tornar a casa a Medellín, per disgust dels seus pares, que tenien l'esperança de veure'l preparat per a una carrera jurídica rendible. Tanmateix, aquests dos anys a Salamanca, a més del seu llarg període de formació i experiència com a notari, en primer lloc a Sevilla i després a l'Hispaniola, li donarien una estreta familiaritat amb els codis legals de Castella que el van ajudar a justificar la seva “no autoritzada” conquesta de Mèxic.
En aquest punt en la seva vida, Cortés va ser descrit per Gómara com inquiet, altiu i malintencionat. Aquesta és probablement una bona descripció d'un jove de setze anys que havia tornat a casa i trobar-se frustrat per la vida en la seva petita ciutat de províncies.
En aquell moment, les notícies dels descobriments de Colom al Nou Món estaven sacsejant l'interès a Espanya.

## Cuba
Va acompanyar Diego Velázquez a Cuba (any 1511), on arribà a ser el batlle de Santiago de Baracoa. Fou empresonat, ja que l'acusaren de conspirar contra el governador Velázquez. Acabat d'alliberar, es va casar amb la cunyada del mateix Diego Velázquez, anomenada Catalina Juárez. Diego Velázquez el va nomenar cap de l'expedició que s'estava muntant per seguir amb els descobriments a la costa de la península de Yucatán, encara que aviat desconfià d'ell.
Ens explica Bernal Díaz del Castillo, autor de "La història vertadera de la conquesta de la Nova Espanya", que, un dia, un bufó de Velázquez, anomenat Cervantes el Boig, li va dir al seu mestre, a la manera dels bufons: "A la gala de mi amo Diego, Diego, ¿qué capitán has elegido? Que es de Medellín de Extremadura, capitán de gran ventura. Mas temo, Diego, no se te alce con la armada, que le juzgo por muy gran varón en sus cosas".
Hernán Cortés seguia, a pesar de tot, amb els preparatius de l'expedició, i va aconseguir més de 600 homes reclutats per a la seva causa.

## Conquesta de Mèxic

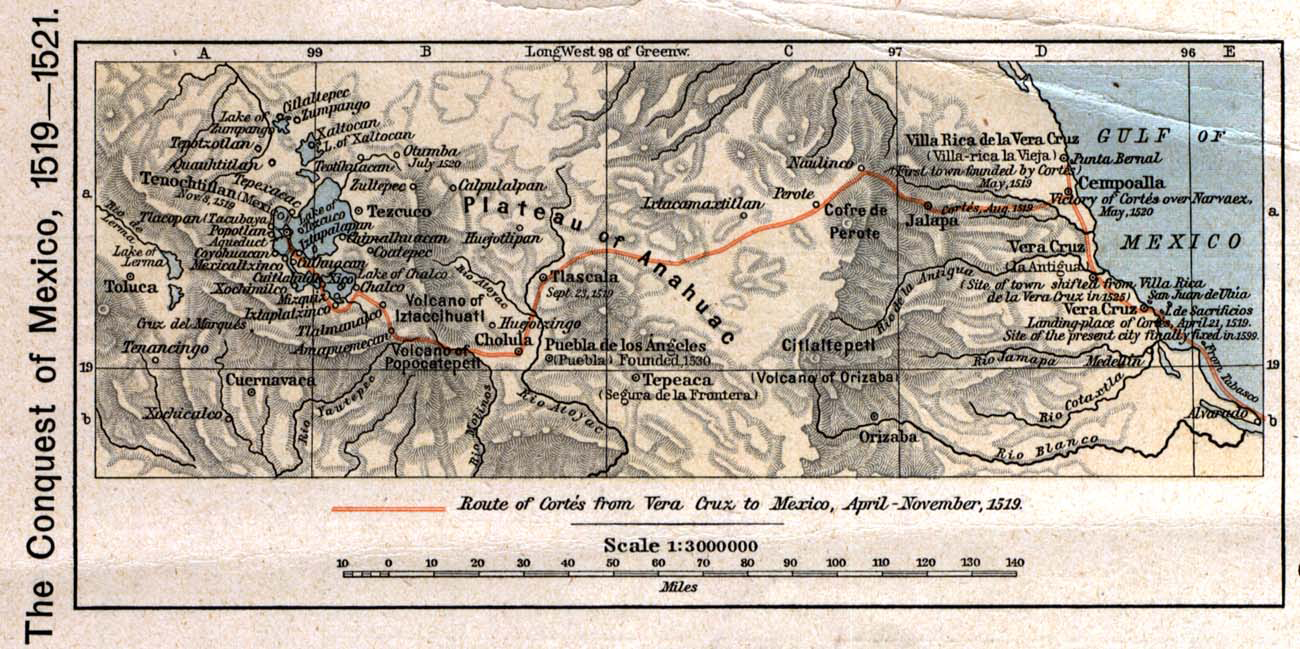
Mapa amb la ruta d'invasió de Cortés

El 1518 Diego Velázquez el va posar al comandament d'una expedició per explorar i assegurar la colonització de l'interior de Mèxic. L'armada de Cortés partí del port de Santiago de Cuba el 18 de novembre de 1518. Com que anava escàs d'aliments, va haver d'agafar provisions a l'illa de Trinitat i a altres llocs. En l'últim moment, a causa de l'antiga tibantor entre Velázquez i Cortés, aquest va canviar la seva idea i va revocar el seu encàrrec. Cortés va fer cas omís de les ordres i va seguir endavant de totes maneres, el 10 de febrer de 1519, en un acte de rebel·lió oberta la flota abandonà les costes de Cuba, amb 11 naus, 518 infants, 16 genets, 13 escopeters, 32 ballesters, 110 mariners i uns 200 indis i negres com a auxiliars de la tropa. Portaven 32 cavalls, 10 canons de bronze i 4 falconets. Com a capitans hi anaven Alonso Hernández de Portocarrero (al qual li va lliurar l'índia anomenada Donya Marina), Alonso de Ávila, Diego de Ordás, Francisco de Montejo, Francisco de Morla, Francisco de Saucedo, Juan de Escalante, Juan Velázquez de León (aquest parent del governador), Cristóbal de Olid i Pedro de Alvarado. Molts d'aquests eren veterans de guerra d'Itàlia. Com a pilot principal hi anava Anton de Alaminos.

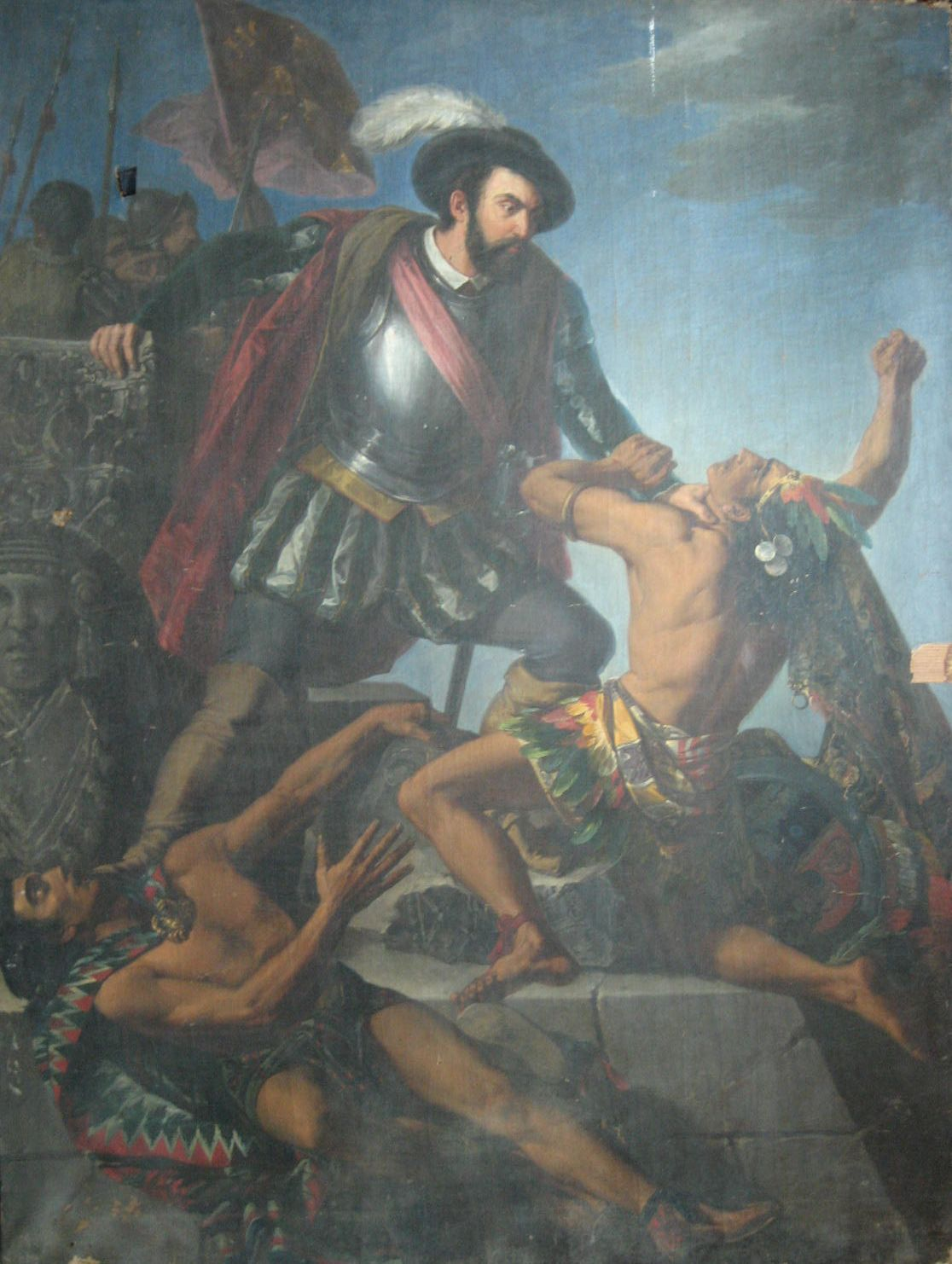
Antoni Gómez i Cros, Hernan Cortés lluita amb dos indis.

Va desembarcar a Cozumel, a la península de Yucatán, en territori maia on va veure com els indis oferien sacrificis als seus déus, arrancant el cor als esclaus o a presoners. Això era el que més horroritzava als espanyols. Va destruir les imatges dels déus, i va posar al seu lloc creus i imatges de la Mare de Déu. Per mitjà de l'intèrpret, Melchorejo, tingué notícies de l'existència d'uns homes barbuts en poder de certes tribus, sens dubte espanyols capturats, i va enviar emissaris per rescatar-los. N'acudí només un: Jerónimo de Aguilar, que havia estat capturat uns anys abans. L'altre espanyol, un tal Guerrero, no hi va acudir, ja que s'havia convertit i adaptat als costums indis, i tenia esposa i fills, per la qual cosa aquests, segurament, deuen haver estat els primers mestissos mexicans. Jerónimo de Aguilar era un espanyol que havia sobreviscut a un naufragi i que es va unir a les tropes. Era sacerdot franciscà i havia après la llengua maia que es parlava en aquella regió durant el seu captiveri i va fer d'intèrpret a Cortés. El març de 1519, Cortés va reclamar formalment les terres a la Corona Espanyola. Es va aturar a Trinitat per contractar més soldats i aconseguir més cavalls. Antón Alaminos va conduir la flota fins a la desembocadura del riu Tabasco, on es trobaren amb indis hostils, però aconseguiren guanyar-los, pel terror que les armes i els cavalls causaven als indis.
Durant aquest període els cacics els feren ofrena de queviures, joies, teixits i un grup de vint esclaves joves indígenes i que després van ser batejades. Entre aquestes dones estava Malintzin coneguda pels espanyols com "La Malinche", que seria crucial en la conquesta de Mèxic per la seva intel·ligència, el seu domini dels idiomes maia i nàhuatl, el domini sobre la psicologia i els costums dels indis i la seva gran fidelitat cap als espanyols. Sense ella, la conquesta no s'hagués pogut dur a terme tan ràpidament i, segurament, s'hauria vessat molta més sang. "La Malinche" fou la intèrpret, consellera i amant d'Hernán Cortés, al qual va donar un fill que van batejar com a Martín, igual que el pare de Cortés. Amb la seva ajuda, Cortés va saber, a través dels tabascans, de l'existència de l'Imperi Asteca i les seves riqueses.
"La Malinche" i Jerónimo de Aguilar supliren Melchorejo com a intèrprets, ja que aquest havia passat al bàndol dels indis i els havia incitat a lluitar contra els espanyols. Quan varen ser vençuts, el varen sacrificar als déus.
El juliol de 1519, els seus homes es varen apropiar de Veracruz. Amb aquest acte Cortés va rebutjar l'autoritat del governador de Cuba per a posar-se directament sota les ordres de Carles V d'Espanya. Per tal d'eliminar qualsevol idea de retirada, Cortés va sabotejar els seus vaixells. A Veracruz, es va reunir amb alguns dels súbdits de l'emperador asteca Moctezuma i els va demanar que organitzessin una reunió amb Moctezuma. Moctezuma va rebutjar en repetides ocasions la reunió, però Cortés estava decidit. Deixant un centenar d'homes a Veracruz, Cortés va marxar sobre Tenochtitlan a mitjan agost de 1519, juntament amb 600 homes, 15 genets, 15 canons, centenars de guerrers indígenes i els transportistes. En el camí de Tenochtitlan, Cortés va fer aliances amb tribus de nadius d'Amèrica, com els nahuas de Tlaxcala, el tlaxcalteques, que acompanyaren l'espanyol amb uns 2.000 carregadors, i els Totonaques de Cempoala. A l'octubre de 1519, Cortés i els seus homes, acompanyats per uns 3.000 tlaxcalteques, va anar a Cholula, la segona ciutat més gran al centre de Mèxic. Cortés en arribar a Tenochtitlán va massacrar milers de membres de la noblesa que estaven desarmats reunits a la plaça central, i després va cremar parcialment la ciutat. La seva acció potser obeïa a un esforç premeditat per infondre por als asteques que l'estaven esperant a Tenochtitlán o, com més tard va al·legar en la investigació que se li va instruir, perquè desitjava donar exemple davant d'una possible traïció dels nadius.

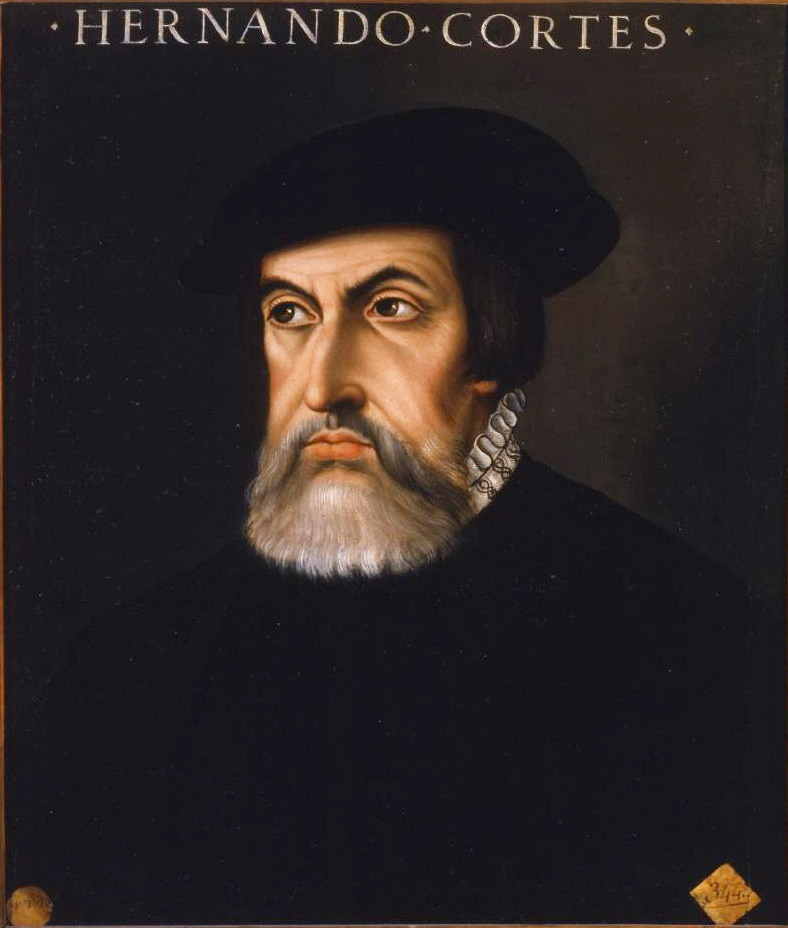
Hernán Cortés

Quan va arribar a Tenochtitlán els espanyols tenien un gran exèrcit. El 8 de novembre de 1519, van ser rebuts de forma pacífica per l'emperador asteca Moctezuma II, tal com marcava la tradició mexicana i el costum diplomàtic. Deliberadament Moctezuma deixava entrar Cortés en el cor de l'Imperi Asteca, amb l'esperança d'arribar a conèixer millor els seus punts febles i poder guanyar-lo posteriorment. Va donar esplèndids regals d'or als espanyols temptant-los de saquejar grans quantitats d'or. En les seves cartes a Carles V, Cortés va afirmar que havia après que era considerat pels asteques com un emissari del déu de la serp emplomallada Quetzalcóatl o el mateix Quetzalcóatl, una creença que ha estat impugnada per alguns historiadors moderns. Però al cap de poc Cortés va saber que els espanyols havien estat atacats a la costa, i va decidir prendre Moctezuma com a ostatge al seu propi palau, demanant-li que prestés jurament de lleialtat a Carles V.
Mentrestant, Velázquez va enviar una altra expedició, dirigida per Panfilo de Narváez, per a oposar-se a Cortés. Va arribar a Mèxic l'abril de 1520 amb 1.100 homes. Cortés va deixar 200 homes a Tenochtitlán i la resta va haver d'enfrontar-se a Narváez. Cortés va superar Narváez, malgrat la seva inferioritat numèrica, i va convèncer la resta dels homes de Narváez per unir-se a ell. A Mèxic, un tinent de Cortés, Pedro de Alvarado, va protagonitzar la massacre del Temple Central de Tenochtitlán, provocant una revolta local. Cortés va tornar ràpidament a Mèxic i va proposar un armistici, tractant de donar suport ell mateix a Moctezuma, però aquest va ser lapidat pels seus súbdits l'1 de juliol de 1520, i Cortés va decidir fugir de Tlaxcala. Durant la Nit Trista (30 de juny – 1 de juliol de 1520), un grup reduït dels espanyols va poder escapar de Tenochtitlan per la carretera, mentre que la seva rereguarda era massacrada. Gran part dels tresors saquejats per Cortés es van perdre (i també la seva artilleria) durant la fugida de Tenochtitlán. Després d'una batalla a Otumba, se les van arreglar per arribar a Tlaxcala, després d'haver perdut 870 homes. Amb l'ajuda dels seus aliats, els homes de Cortés finalment van dominar amb reforços que arribaren des de Cuba. Cortés va començar una política de desgast cap a la ciutat illenca de Tenochtitlán tallant els subministraments i sotmetent les ciutats aliades asteques canviant així l'equilibri, i l'organització del setge de Tenochtitlán, destruint la ciutat.
El gener de 1521, Cortés va contrarestar una conspiració en contra seu, encapçalada per Villafana, qui va ser penjat. Finalment, amb la captura de Cuauhtémoc, el Hueyi tlatoani(emperador) de Tenochtitlán, el 13 d'agost de 1521, va desaparèixer l'Imperi Asteca, i Cortés va poder reclamar-la per a Espanya i canviar el nom de la ciutat pel de "Ciutat de Mèxic". De 1521 a 1524, Cortés va governar personalment Mèxic.

## Nomenament com a governador de Mèxic i dissensions internes

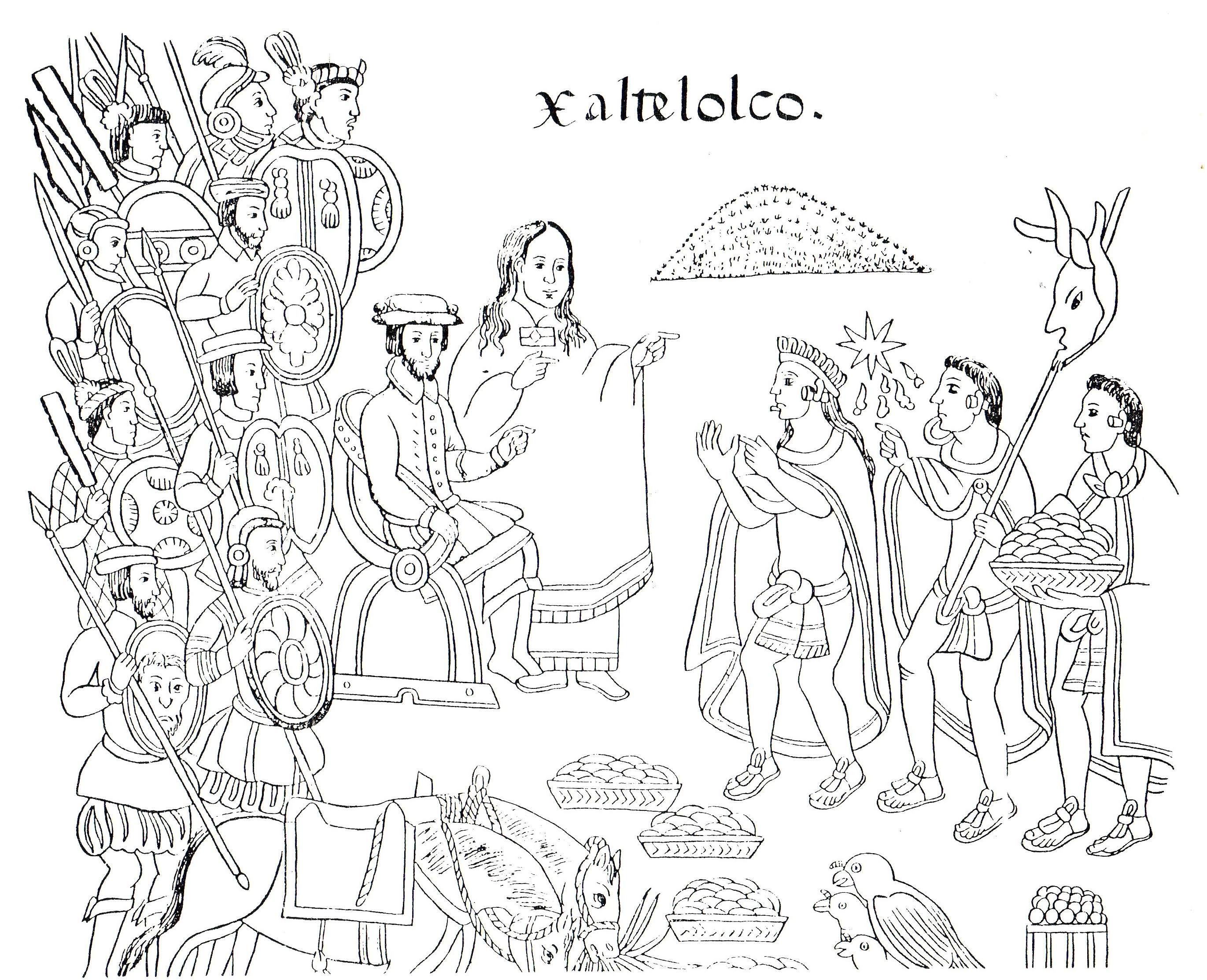
Una pintura de la Història de Tlaxcala (Llenç de Tlaxcala), obra de Diego Muñoz Camargo (1585), on apareix La Malinche i Hernán Cortés

Moltes fonts històriques han transmès la impressió que Cortés va ser tractat injustament per la Corona Espanyola, i que no va rebre més que ingratitud pel seu paper en l'establiment de la Nova Espanya. Aquesta és la imatge que Cortés presenta a les seves cartes i a la darrera biografia escrita per Gomara. Però la mateixa cobdícia i vanitat de Cortés poden haver exercit un paper fonamental en el deteriorament de la seva posició amb el rei 
"Cortés personalment no va ser insuficientment recompensat, però ell ràpidament es queixava de la insuficiència de la indemnització per a ell i els seus companys. Pensant en ell mateix i fora dels límits de la moderació, va desobeir moltes de les ordres de la Corona, i, el que és més imprudent, ho va dir en una carta dirigida a l'emperador, de data 15 d'octubre de 1524 (Ycazbalceta, "Documents per a la Història de Mèxic", Mèxic, 1858, I). En aquesta carta, Cortés, a més de recordar de forma bastant ruda que la conquesta de Mèxic es devia a ell sol, reconeix deliberadament la seva desobediència en termes que no podia deixar de crear una molt desfavorable impressió."
El rei Carles I d'Espanya, que s'havia convertit en Emperador del Sacre Imperi Romanogermànic el 1519, va nomenar Cortés com a governador, capità general i president del recentment conquerit territori, anomenat "Nova Espanya del Mar Oceà". Però també, per a disgust de Cortés, quatre oficials reials van ser nomenats al mateix temps perquè l'ajudessin en el seu govern, obtenint de facto una estret control sobre l'administració. Cortés va iniciar la construcció de Ciutat de Mèxic, destruint edificis i temples asteques i reconstruint a sobre de les ruïnes asteques la que aviat es va convertir en la més important ciutat europea a les Amèriques. Cortés va dirigir la fundació de noves ciutats i va designar els homes per estendre el domini d'Espanya al llarg de la "Nova Espanya", imposant la encomienda, sistema de tinença de terres el 1524. També va donar suport als esforços per evangelitzar els pobles indígenes al cristianisme i va patrocinar noves exploracions. Va dedicar els següents set anys a l'establiment de la pau entre els indis de Mèxic i al desenvolupament de mines i granges. Cortés va ser un dels primers espanyols que va tractar de conrear sucre a Mèxic i un dels primers a importar esclaus africans al Mèxic colonial.
El 1523, la Corona (possiblement influenciada per l'enemic de Cortés, el Bisbe Fonseca), va enviar una força militar sota el comandament de Juan de Garay per conquerir i resoldre la part nord de Mèxic, la regió de Pànuco. Aquest va ser un altre revés per a Cortés que ho va esmentar a la seva quarta carta al rei en la qual es descriu a si mateix com "la víctima d'una conspiració" dels seus arxienemics Diego Velázquez, Diego Colón, el bisbe Fonseca i Juan de Garay. Aquesta crida va tenir efectes sobre la influència de Garay a qui el rei va enviar un decret prohibint-li interferir en la política de la Nova Espanya.
De 1524 a 1526, Cortés va encapçalar una expedició a Hondures, on va derrotar Cristóbal de Olid, qui havia reclamat Hondures com a pròpia sota la influència del governador de Cuba Diego Velázquez. Davant del temor que Cuauhtémoc podria encapçalar una insurrecció a Mèxic, se'l va endur amb ell a Hondures i el va penjar durant el viatge. Furiós per la traïció d'Olid, Cortés va emetre un decret per detenir Velázquez perquè estava segur que estava darrere de la traïció d'Olid. Això, però, només va servir per allunyar-lo encara més de la Corona Espanyola i el Consell d'Índies, que estaven ja començant a sentir inquietud sobre l'augment de poder de Cortés ".

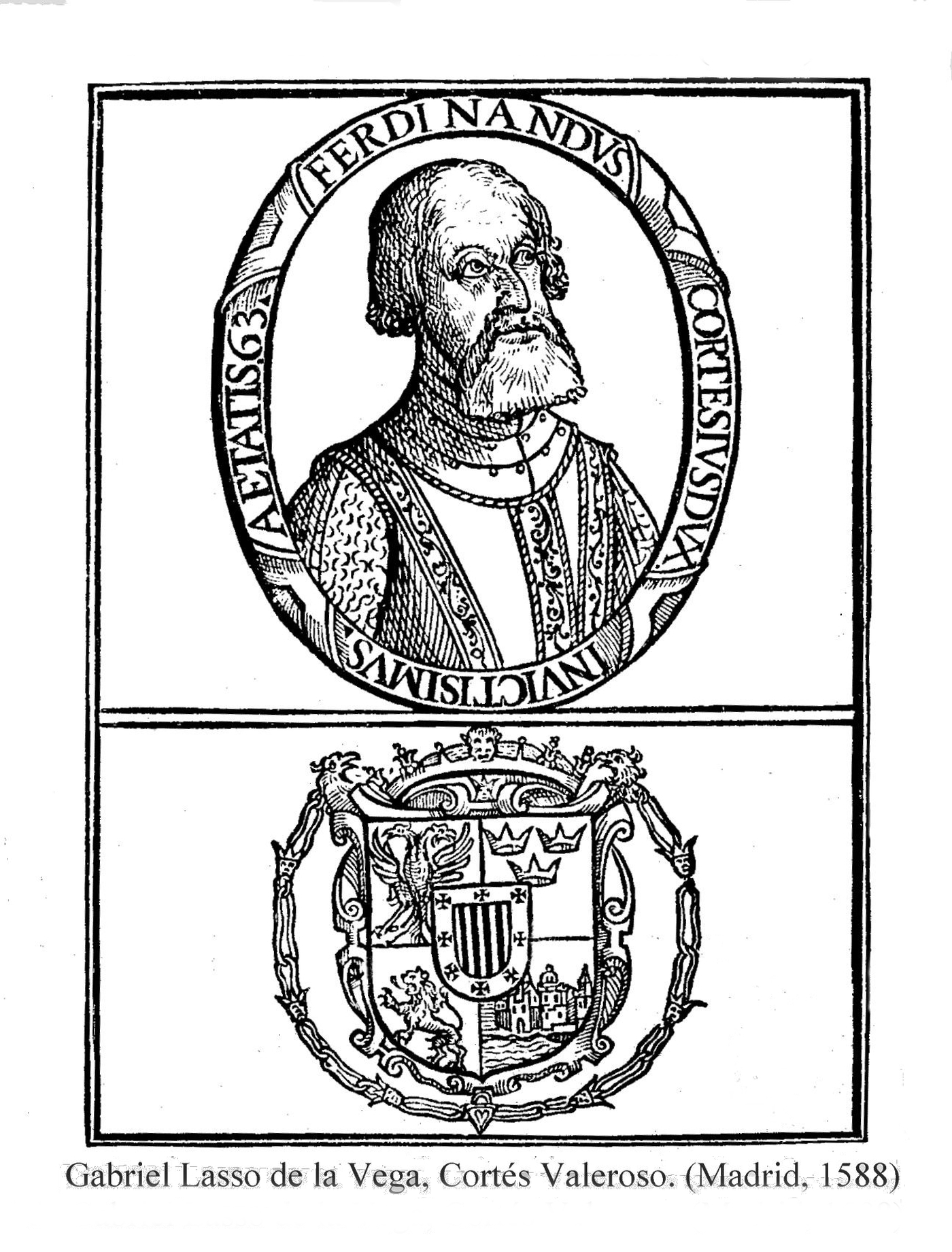
Blasó atorgat a Cortés, per Carles V

La cinquena carta de Cortés a Carles V intenta justificar la seva conducta i conclou amb un amarg atac a "diversos i poderosos rivals i enemics" que han "enfosquit els ulls de sa Majestat". Per desgràcia, l'emperador del Sacre Imperi Romà tenia poc temps per dedicar a les colònies llunyanes (bona part del regnat de Carles va estar dedicat a les guerres amb França, els protestants alemanys i l'expansió de l'Imperi Otomà), excepte en la mesura que contribuïen a finançar les seves guerres. El 1521, any de la conquesta, Carles V es va centrar en els afers dels seus dominis d'Alemanya, mentre que Espanya estava governada pel bisbe (més tard Papa) Adrià VI, que va actuar com a regent. Velázquez i Fonseca varen persuadir al regent per a nomenar un comissionat amb poder, (un Judici de residència, Luis Ponce de León), per a investigar la conducta de Cortés, i fins i tot detenir-ho.
Pocs dies després del retorn de Cortés de la seva expedició, Ponce de León va suspendre Cortés del seu càrrec de governador de la Nova Espanya. El llicenciat va caure malalt i va morir poc després de la seva arribada. Es va anomenar Marcos d'Aguilar com a alcalde major. Aguilar també era una persona anciana i va emmalaltir, nomenant Alonso de Estrada com a governador, qui va ser confirmat en les seves funcions per un reial decret l'agost de 1527. Cortés, sospitós d'haver-los intoxicat, es va abstenir d'assumir el govern. Cortés va navegar a Espanya el 1528 per a apel·lar a l'emperador Carles V.

### Primer retorn a Espanya (1528)
En 1528, Cortés va tornar a Espanya per a reclamar justícia al seu rei, Carles V. Es va presentar amb gran esplendor davant la cort. En aquell moment Carles V havia tornat i Cortés va respondre a les acusacions dels seus enemics. Va negar que hagués retingut or de la Corona i va mostrar que havia aportat més del quinto (un cinquè) que s'exigia. De fet, havia passat a reconstruir sumptuosament Tenochtitlan, danyat durant el setge que va fer caure l'imperi asteca.
Va ser distingit per Carles amb l'Orde de Santiago. A canvi dels seus esforços en l'expansió de l'encara jove Imperi Espanyol, Cortés va ser recompensat el 1529 amb el nomenament de "Marquès de la Vall d'Oaxaca", un títol nobiliari i una senyorial finca que va ser transmès als seus descendents fins a 1811. La Vall d'Oaxaca era una de les regions més riques de la Nova Espanya, i Cortés hi tenia 23.000 vassalls. Encara que va ser confirmar en les seves terres i vassalls, no va ser reintegrat com a governador i mai va tornar a obtenir de nou un càrrec important a l'administració de la Nova Espanya. Durant el seu viatge a Espanya, la seva propietat va ser mal gestionada pels abusos dels administradors colonials. Els indis varen documentar els abusos al Huexotzinco Codex.

### Retorn a Mèxic

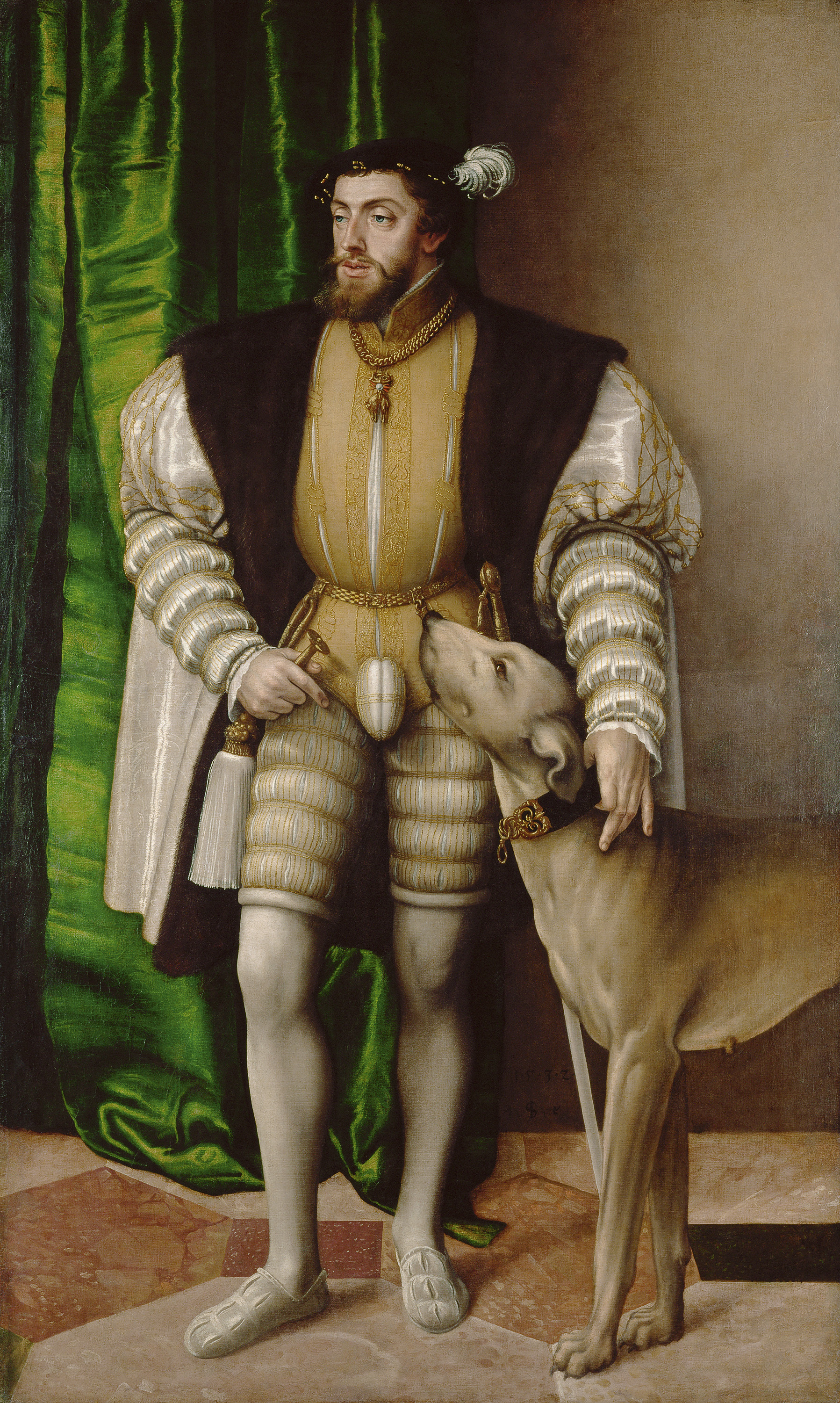
LEmperador Carles V amb Hound (1532), una pintura de l'artista del Jakob Seisenegger

Cortés va tornar a Mèxic el 1530 amb nous títols i honors, però amb menor poder. El virrei, Antonio de Mendoza, era des de 1535 l'encarregat de l'administració dels assumptes civils, tot i que Cortés encara mantenia l'autoritat militar, amb permís per prosseguir les seves conquestes. Aquesta divisió del poder va portar a la contínua dissensió, i va provocar el fracàs de diverses empreses en les quals Cortés va ser contractat.
De tornada a Mèxic, Cortés va trobar el país en un estat d'anarquia. Hi havia una forta sospita en cercles judicials sobre un intent de rebel·lió per Cortés. Aquesta imputació suposa un fort cop al seu caràcter i als seus plans. Se'l va acusar d'assassinar la seva primera esposa. Les actes de la investigació es van considerar secretes. Cap informe, ja sigui exonerant o condemnant a Cortés, no es va publicar. Si el Govern el declarava innocent, la seva popularitat hauria augmentat; si el declarava un criminal, s'hauria precipitat una crisi per a l'acusat. El silenci va ser l'única política segura, però el silenci suggereix que es temia un greu perill degut a la seva influència.
Després de reafirmar la seva posició i el restabliment d'algun tipus d'ordre, Cortés es va retirar a les seves finques en Cuernavaca, uns 48 km al sud de la Ciutat de Mèxic. Allà es va concentrar en la construcció del seu palau i en l'exploració del Pacífic. Va restar a Mèxic entre 1530 i 1541, quan es va barallar amb Nuño Beltrán de Guzmán, i va disputar el dret a explorar el territori que avui és Califòrnia amb Antonio de Mendoza, el primer virrei. En 1536, Cortés va explorar el nord-oest de Mèxic i va descobrir la península de Baixa Califòrnia. Cortés també va dedicar temps a explorar la costa mexicana del Pacífic. El golf de Califòrnia, va ser originalment anomenat mar de Cortés pel seu descobridor Francisco de Ulloa el 1539. Aquesta va ser l'última gran expedició de Cortés.

## Darrers anys i mort

### Segon retorn a Espanya
Després de la seva exploració de Baixa Califòrnia, Cortés va tornar a Espanya el 1541, amb l'esperança de confondre els seus enfadats ciutadans, que havien iniciat moltes demandes en contra seu (per deutes, abús de poder, etc.)
En tornar, va ser totalment descuidat, i gairebé no va poder obtenir una audiència. En una ocasió es va obrir pas a través d'una multitud que envoltava el carruatge de l'emperador, pujant a l'estrep. L'emperador, sorprès per tal atreviment, li va exigir que qui era. "Jo sóc un home", va respondre Cortés amb orgull, "que us ha donat més províncies que ciutats us van deixar els vostres avantpassats."

### Expedició contra Alger
L'emperador va permetre a Cortés unir-se a la seva flota al comandament d'Andreu Doria en la gran expedició contra Alger a la costa barbaresca el 1541, que aleshores formava part de l'Imperi Otomà i va ser utilitzat com a base pel famós corsari turc Khair ed-Din Barba-rossa, que havia estat almirall en cap de la flota otomana. Durant aquesta lamentable campanya, la darrera per a Cortés, quasi s'ofega en una tempesta que va afectar la seva flota mentre perseguia Barba-rossa, qui va aconseguir derrotar la flota de Carles V per segona vegada després de la batalla de Preveza el 1538.

### Darrers anys
Després d'haver gastat una gran quantitat del seu propi patrimoni per finançar les expedicions, va quedar amb forts deutes. El febrer de 1544 va fer una petició a la Reial Hisenda, però no va ser atesa al llarg de tres anys. Disgustat, va decidir tornar a Mèxic el 1547. Quan va arribar a Sevilla, va ser afectat per disenteria. Va morir a Castilleja de la Cuesta, (Sevilla), el 2 de desembre de 1547, d'un atac de pleuresia a 62 anys.
Igual que Colom, va morir amargat, però ric. Va deixar diversos fills mestissos i blancs ben protegits en el seu testament, juntament amb cadascuna de les seves mares. Va demanar en el seu testament que les seves restes fossin sepultades a Mèxic.
Abans de morir va aconseguir que el Papa eliminés l'apel·latiu de "fill natural" de tres dels seus 
fills (legitimació als ulls de l'església), incloent Martin el fill que va tenir amb "La Malinche", que deia que era el seu favorit.
Després de la seva mort el seu cos s'ha traslladat més de vuit vegades per diverses raons. El 4 de desembre de 1547 va ser enterrat al mausoleu del duc de Medina a l'església de San Isidoro del Campo, Sevilla. Tres anys més tard (1550), a causa de l'espai requerit pel duc, el seu cos va ser traslladat a l'altar de Santa Catarina a la mateixa església. En el seu testament, Cortés va demanar ésser enterrat al monestir que havia ordenat construir a Coyoacán a Mèxic, però el monestir mai no es va construït. Així, el 1566, el seu cos va ser enviat a Mèxic (Nova Espanya) i enterrat a l'església de San Francisco de Texcoco, on la seva mare i una de les seves germanes van ser enterrats.
El 1629 va morir Don Pedro Cortés, quart marquès de la Vall d'Oaxaca, i últim descendent masculí seu, per la qual cosa el virrei va decidir traslladar els ossos de Cortés i dels seus descendents a l'església franciscana de Mèxic. Aquesta operació es va retardar nou anys i mentrestant el seu cos va quedar a la sala principal del palau del virrei. Finalment, es va traslladar al sagrari de l'església franciscana, on va romandre durant 87 anys. El 1716 es traslladen a un altre lloc a la mateixa església. El 1794 els seus ossos van ser traslladats a l'Hospital de Jesús (fundat per Cortés), on es va fer un mausoleu amb una estàtua de Tolsa. Hi va haver una cerimònia pública i totes les esglésies de la ciutat van fer sonar les seves campanes.
El 1823, després de la independència de Mèxic, semblava que era imminent que el seu cos seria profanat, per la qual cosa el mausoleu va ser traslladat, l'estàtua i l'escut d'armes van anar a Itàlia, a Palerm protegits pel duc de Terranova. Els ossos varen ser amagats mentre tothom pensava que havien estat enviats fora de Mèxic. El 1836 els seus ossos van ser traslladats a un altre lloc al mateix edifici. No va ser fins a 1947 quan es van redescobrir gràcies al descobriment d'un document secret per Lucas Alamán. El seu cos va quedar a càrrec de l'Instituto Nacional de Antropología e Historia (INAH) que els va autentificar i els va retornar al mateix lloc, aquesta vegada amb una inscripció de bronze i el seu escut d'armes. El 1981, quan una còpia del bust de Tolsa va ser posat a l'església, hi va haver un intent fallit de destruir els seus ossos.